# یپرم ساوایان
یپرم مارتیروسی ساوایان (ارمنی: Եփրեմ Մարտիրոսի Սավայան؛ زاده ۱۵ ژوئن ۱۹۰۹ - درگذشته ۲۷ اوت ۱۹۷۴) نقاش اهل ارمنستان بود. وی بین سال‌های - تا - میلادی فعالیت می‌کرد.

## زندگی‌نامه
وی در ۱۵ ژوئن ۱۹۰۹ در قارص به دنیا آمد . وی همچنین برنده جوایزی همچون چهره هنری شایسته ارمنستان شوروی (۱۹۶۰) شد. وی در ۲۷ اوت ۱۹۷۴ در سن ۶۵ سالگی در ایروان درگذشت.